# Competência (psicologia)
Competências ou habilidades (alemão Fähigkeiten, inglês abilities) são em psicologia os traços de personalidade que permitem ao indivíduo atingir determinada realização ou desempenho. A habilidade não deve, no entanto, ser confundida com o desempenho em si, que pode variar com a motivação.
O termo competência deve ser diferenciada do termo talento. Talento é um termo da psicologia do senso comum que traz consigo muitas pressuposições - por exemplo, de que talento se tem desde o nascimento e não pode ser modificado pelo aprendizado - que não são aceitáveis em um construto científico. Por isso o termo talento não é mais utilizado na atual pesquisa psicológica.
As competências de uma pessoa podem ser organizadas em uma hierarquia, com competências mais gerais e mais específicas. De acordo com o interesse de estudo, podem-se construir inúmeras dessas hierarquias - para habilidades musicais, esportivas, literárias, intelectuais e sociais, por exemplo. A psicologia dedicou-se principalmente ao estudo das habilidades intelectuais e, bem menos, às habilidades sociais. As habilidades intelectuais correspondem grosso modo ao quinto fator do Big Five, intelecto e se dividem em inteligência, criatividade e reflexão. A capacidade de reflexão não foi até hoje alvo de estudos aprofundados pela psicologia científica.